# Dan Beutler
Dan Beutler (født 7. oktober 1977 i Hallstahammar, Västmanland, Sverige) er en svensk håndboldspiller, der spiller for den tyske håndboldklub SG Flensburg-Handewitt i det sydslesvigske Flensborg. Af svenske klubber har han spillet for blandt andet IFK Ystad HK og Redbergslids IK Göteborg.
Han står desuden noteret for adskillige kampe for det svenske landshold.